# Małe Gacno
Małe Gacno is een plaats in het Poolse district  Tucholski, woiwodschap Koejavië-Pommeren. De plaats maakt deel uit van de gemeente Cekcyn en telt 230 inwoners.

## Verkeer en vervoer
- Station Małe Gacno